# Cholmsk
Cholmsk (rusky Холмск), před rokem 1905 Muaka, od roku 1905 do roku 1946 Maoka (japonsky 真岡), je město v Rusku, na Dálném východě v Sachalinské oblasti. Leží na jihozápadním pobřeží ostrova Sachalin v Něvelském zálivu na břehu Tatarského průlivu a je správním střediskem Cholmského rajónu. V roce 2023 ve městě žilo 25 082 obyvatel, je tak třetím nejlidnatějším městem Sachalinu.

## Historie
Město původně založili Rusové jako vojenskou stanici v roce 1870; avšak v rusko-japonské válce o něj přišli - portsmouthským mírem se v roce 1905 jižní části ostrova včetně tohoto města zmocnili Japonci a přejmenovali jej na Maoka. Po druhé světové válce, kdy Japonsko kapitulovalo, Rusové opět získali celý ostrov Sachalin a od roku 1946 se užívá nynější pojmenování.

## Doprava
Město má nejhlubší námořní přístav na ostrově. Obchodní přístav Cholmsk se nachází na západním pobřeží jižní části ostrova Sachalin a je klíčovým námořním dopravním uzlem v regionu. Od ledna do března je přístav zamrzlý, ale lodní dopravě to nebrání. Celoroční plavba, trajektové a železniční spojení s pevninou činí z přístavu důležitou spojnici mezi Sachalinem, ostatními ruskými regiony a zahraničím. Obrat nákladu přístavu přesáhl v roce 2020 2,5 milionu tun nákladu za rok. Základ obratu nákladu tvoří kabotážní náklad přepravovaný železničními trajekty mezi Cholmskem a Vanino.
V roce 1973 byla zahájena pravidelná trajektová doprava Cholmsk - Vanino, která spojuje ostrov Sachalin s pevninou a ročně přepraví více než 25 tisíc cestujících. V roce 2021 byla přeprava zajišťována třemi trajekty (Sachalin 8, Sachalin 9 a Sachalin 10) a motorovou lodí Patria. V létě 2021 bylo rozhodnuto o modernizaci lodí zajišťující spojení ostrova s pevninou, v Amurských loděnicích se začaly stavět nové lodě. Plánovaná modernizace má být dokončena v roce 2024.

## Významní rodáci
- Igor Nikolajev (17. ledna 1960) - sovětský a ruský skladatel, textař a popový zpěvák[4]

## Partnerská města
- Ansan, Jižní Korea (2011)
- Kuširo, Japonsko (1975)
- Otaru, Japonsko (1991)